# Judith Herrin

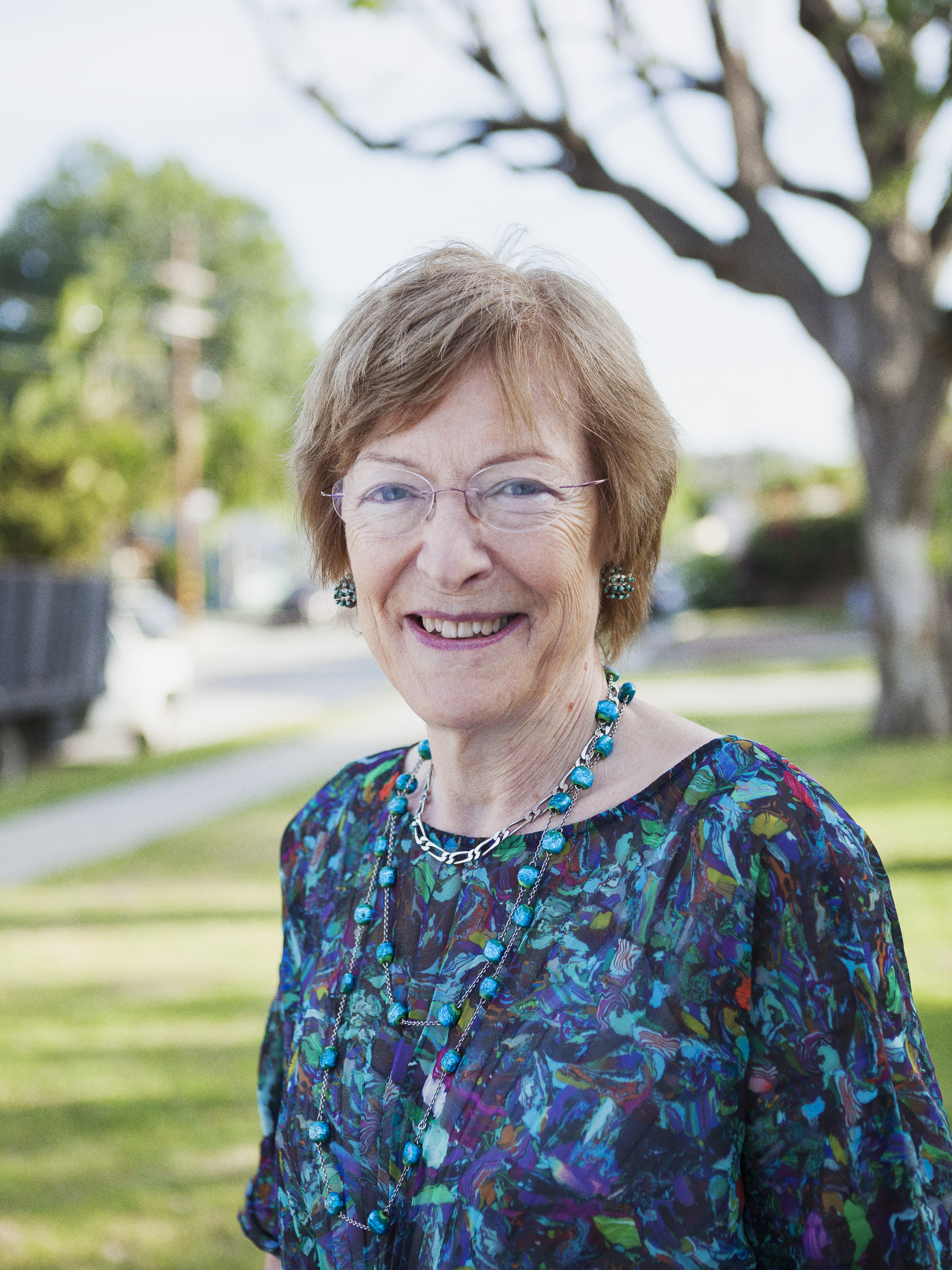
Judith Herrin

Judith Herrin (* 16. Oktober 1942) ist eine führende britische Byzantinistin, Historikerin und Archäologin.

## Leben und Werk
Herrin studierte Geschichte an der University of Cambridge (Newnham College), wo sie den Bachelor-Abschluss erwarb, sowie in Athen, Paris und München und wurde 1972 an der University of Birmingham promoviert. Sie war Archäologin an der British School at Athens und arbeitete bei Ausgrabungen an der Kalenderhane-Moschee in Istanbul mit. Ab 1991 war sie Stanley J. Seeger Professor für byzantinische Geschichte an der Princeton University. 1995 wurde sie Professorin für Spätantike und Byzantinistik am King’s College London. Dort leitete sie zeitweise auch das Zentrum für hellenische Studien. 2008 wurde sie emeritiert. 2011 war sie Präsidentin des International Congress of Byzantine Studies.
Sie veröffentlichte Monographien über das byzantinische Reich im Allgemeinen, über dessen Herrschaftssystem in den Provinzen, über Herrscherinnen und gewöhnliche Frauen in Byzanz und über die Geschichte des spätantiken Christentums in Hinblick auf den Bildersturm in Byzanz sowie das Verhältnis von Byzanz zum Westen. Einige ihrer Büche sind Standardwerke (so ihre in viele Sprachen übersetzte Geschichte von Byzanz und das Buch The Formation of Christendom von 1987). Daneben betrieb sie archäologische Feldarbeit zu byzantinistischen Themen in Griechenland, Istanbul und Zypern und ist Mitherausgeberin der Zeitschrift Past & Present.
1995 bis 2001 war sie im Rat des Warburg Institute, 1995 bis 2002 war sie Governor der Camden School of Girls. Sie ist Fellow der Society of Antiquaries of London. 2002 erhielt sie das Goldkreuz des griechischen Ordens der Ehre und 2000 die Medaille des Collège de France. 2016 wurde sie mit dem A.H.-Heineken-Preis für Geschichte für „ihre Pionierarbeiten über mittelalterliche mediterrane Kulturen und die Herausarbeitung der zentralen historischen Rolle des byzantinischen Imperiums“ (so die Laudatio) ausgezeichnet. Für 2020 wurde Herrin der Duff Cooper Prize für das Buch Ravenna: Capital of Empire, Crucible of Europe zugesprochen.
Sie ist Mitglied des von Eleni Cubitt und Robert Browning gegründeten British Committee for the Reunification of the Parthenon Marbles (BCRPM), das für die Rückgabe der Parthenon-Skulpturen an Griechenland eintritt. Seit 2022 ist sie Ehrenbürgerin der Stadt Ravenna.

## Schriften (Auswahl)
- The Formation of Christendom. Princeton University Press, Basil Blackwell, 1987, Paperback Princeton UP/Fontana 1989. ISBN 978-0-691-00831-8.
- Byzantium: The Surprising Life of a Medieval Empire. Allen Lane, Penguin Press, London 2007. ISBN 978-0-7139-9997-6.
  - Deutsche Ausgabe: Byzanz: Die erstaunliche Geschichte eines mittelalterlichen Imperiums. Reclam, Stuttgart 2013.[3][4] Durchgesehene Neuausgabe 2022: ISBN 978-3-15-011411-7.
- Unrivalled Influence: Women and Empire in Byzantium. Princeton University Press, 2013. ISBN 978-1-4008-4521-7.
- Margins and Metropolis: Authority across the Byzantine Empire. Princeton University Press, 2013. ISBN 978-0-691-15301-8.
- Women in Purple. Rulers of Medieval Byzantium. Weidenfeld and Nicolson, 2001. Princeton University Press, 2004. ISBN 978-0-691-11780-5
- A Medieval Miscellany. Weidenfeld and Nicolson, 1999. ISBN 978-0-670-89377-5.
- Ravenna. Capital of Empire, Crucible of Europe. Princeton University Press, 2019. ISBN 978-0-691-15343-8.
  - Deutsche Ausgabe: Ravenna. Hauptstadt des Imperiums, Schmelztiegel der Kulturen. wbg Theiss, Darmstadt 2022. ISBN  978-3-8062-4416-8.[5]

Herausgeberschaften
- Herausgeberin mit Anthony Bryer: Iconoclasm. Centre for Byzantine Studies, University of Birmingham, 1977.
- Herausgeberin mit Averil Cameron: Constantinople in the Early Eighth Century: The Parastaseis Syntomoi Chronikai. Introduction, Translation and Commentary, Columbia Studies in the Classical Tradition, Band X, Leiden, 1984.
- Herausgeberin mit M. Mullett, C. Otten-Froux: Mosaic. Byzantine and Cypriot Studies in Honour of A.H.S. Megaw. Supplementary Volume to the Annual of the British School at Athens, 2001.
- Herausgeberin mit Ch. Dendrinos, E. Harvalia-Crook, J. Harris: Porphyrogenita: Essays on the History and Literature of Byzantium and the Latin East in Honour of Julian Chrysostomides. Publications for the Centre of Hellenic Studies, King’s College London. Aldershot 2003.
- Herausgeberin mit Emma Stafford: Personification in the Greek World. Ashgate: Aldershot 2005.
- Herausgeberin mit Guillaume Saint-Guillain: Identities and Allegiances in the Eastern Mediterranean after 1204. Ashgate 2011.
- Herausgeberin mit Jinty Nelson: Ravenna: its role in earlier medieval change and exchange, London 2016.